# Expo 2017
L'Expo 2017 (ufficialmente in inglese Expo 2017 Astana, Kazakhstan; in kazako e in russo Астана ЭКСПО-2017?) è stata l'esposizione specializzata svoltasi presso la città kazaka di Astana nel periodo compreso fra il 10 giugno e il 10 settembre 2017. Il tema scelto dagli organizzatori, Future Energy, "Energia futura", ha toccato temi relativi alla produzione responsabile ed efficiente di energia nell'immediato futuro e al rapporto con l'ambiente, con particolare riferimento alle energie rinnovabili.
È stato presentato un progetto per un sito da 25 ettari e un programma che ha previsto la partecipazione di 115 Paesi e 22 organizzazioni internazionali, per una platea di 7 milioni di visitatori.
È stata la prima volta che un Paese centro-asiatico ha ospitato un'esposizione internazionale.

## Partecipanti
Expo 2017 ha visto la partecipazione di 115 Paesi, 22 organizzazioni internazionali e numerose aziende.
| Paesi | Paesi    | Paesi    | Paesi    |
| Americhe | Americhe | Americhe | Americhe |
| --- | -------- | -------- | -------- |
| - Antigua e Barbuda - Argentina - Barbados - Belize - Bolivia - Cile - Costa Rica - Cuba - Dominica - Ecuador - Giamaica - Grenada - Guatemala - Guyana - Haiti - Honduras - Messico - Paraguay - Rep. Dominicana - Saint Kitts e Nevis - Saint Lucia - Saint Vincent e Grenadine - Stati Uniti - Suriname - Venezuela                |          |          |          |
| Africa |          |          |          |
| - Algeria - Angola - Benin - Burkina Faso - Comore - Egitto - Etiopia - Gabon - Gambia - Ghana - Gibuti - Guinea - Kenya - Lesotho - Liberia - Madagascar - Mauritania - Rep. Centrafricana - Rep. del Congo - RD del Congo - Senegal - Seychelles - Sierra Leone - Sudafrica - Uganda                                                |          |          |          |
| Asia |          |          |          |
| - Afghanistan - Arabia Saudita - Bangladesh - Cina - Corea del Sud - Emirati Arabi Uniti - Giappone - Giordania - India - Indonesia - Iran - Israele - Kazakistan - Kirghizistan - Malaysia - Mongolia - Pakistan - Singapore - Sri Lanka - Tagikistan - Thailandia - Turkmenistan - Uzbekistan - Vietnam - Yemen                     |          |          |          |
| Europa |          |          |          |
| - Armenia - Austria - Azerbaigian - Belgio - Bielorussia - Francia - Finlandia - Georgia - Germania - Grecia - Italia - Lettonia - Lituania - Lussemburgo - Monaco - Paesi Bassi - Polonia - Regno Unito - Rep. Ceca - Romania - Russia - Serbia - Slovacchia - Spagna - Svizzera - Turchia - Ucraina - Ungheria - Città del Vaticano |          |          |          |
| Oceania |          |          |          |
| - Figi - Isole Marshall - Isole Salomone - Kiribati - Nauru - Palau - Papua Nuova Guinea - Samoa - Tonga - Tuvalu - Vanuatu |          |          |          |
| Organizzazioni |          |          |          |
| - ESCAP - IRENA |          |          |          |
| Regioni e città |          |          |          |
| |          |          |          |
| Partecipanti non ufficiali |          |          |          |
| |          |          |          |
| Aziende |          |          |          |
| - Samsung |          |          |          |

## Selezione della città organizzatrice
| Votazione per Expo 2017 | Votazione per Expo 2017 | Votazione per Expo 2017 |
| Città                   | Paese                   | 1ª votazione            |
| ----------------------- | ----------------------- | ----------------------- |
| Astana                  | Kazakistan              | 103                     |
| Liegi                   | Belgio                  | 44                      |

La selezione della città organizzatrice è avvenuta durante la 152ª assemblea generale dell'Ufficio internazionale delle esposizioni, tenutasi a Parigi il 22 novembre 2012. La città kazaka ricevette 103 voti, contro i 44 dell'unica altra candidata, la città belga di Liegi. Quest'ultima si presentò con il tema Connecting the world, linking people, better living together (Connettere il mondo, collegare le persone, vivere meglio insieme), e proponendo una Expo con durata dal 21 giugno al 20 settembre. L'obiettivo della proposta era raccontare la rivoluzione tecnologica che permette e facilita le interazioni tra persone. Il sito proposto di Coronmeuse aveva un'estensione di 25 ettari ed era lo stesso utilizzato per l'Expo 1939.
Entrambe le candidature sono state inviate all'Ufficio internazionale delle esposizioni il 10 giugno 2011. Gli altri Stati membri che avessero voluto presentare candidatura avrebbero avuto tempo sei mesi a partire da quella data, ovvero fino al 10 dicembre 2011.